# Общий район
Общий район (норв. Fellesdistrikt) — район на побережье Баренцева моря, русско-датский кондоминиум в 1684—1814 годах, русско-шведский в 1814—1826 годах. Состоял из трёх погостов: Нявдемского, Пазрецкого и Печенгского. В настоящее время эта территория частично входит в состав норвежской коммуны Сёр-Варангер, частично — в состав Печенгского района Мурманской области. Площадь около 8000 км².

## Двоеданство лопарей

Разграничение двоеданских саамских погостов между Норвегией и Россией в 1826 году

В 1251 новгородский князь Александр Невский заключил договор с Норвегией, позволявший как Великому Новгороду, так и Норвежскому королевству собирать фиксированную дань с лопарей (не более 5 беличьих шкурок с охотника), живших на территориях Финнмарка и Терского берега. Это двоеданничество приводило к неопределенности статуса данных земель и к периодическим столкновениям между Данией (в унии с которой с 1380 г. была Норвегия) и Русским государством в XVI—XVII веках (Лапландский спор).
В 1602 году датский король Кристиан IV приказал не пропускать русских данщиков в Финнмарк. Ответным шагом кольского воеводы стал аналогичный запрет пропускать датских (норвежских) данщиков на Мурман, пока король не отменит своего указа. Датский король этого не сделал, и, таким образом, с этого года 350-летнее двоеданство лопарей прекратилось. Однако лопари Нявдемского, Пазрецкого и Печенгского приграничных погостов, ежегодно выезжавшие на рыбный промысел в норвежские воды, продолжили «по старине» платить подати и тому, и другому государству.

## Погосты
1) Нявдемский погост — бывший погост нейденских лопарей (саамов-колтта). Упоминается в жалованной грамоте Печенгскому монастырю (1556), которому передавалась во владение р. Нявдема (на территории Финляндии носит название Няатямё). Ныне на территории Норвегии (Нейден). Был самым западным православным лопарским погостом с пограничным знаком — Сергиевым камнем (на меридиане г. Вадсё). В 1623 г. насчитывалось 10 лопарей мужского пола, которые до середины XVII в. платили дань русскому царю и датскому королю. Со временем число жителей погоста возросло и превысило численность соседних с ними и родственных им пазрецких колтта. Главное занятие — рыболовство. По Договору между Россией и Норвегией от 1826 почти вся территория погоста отошла к Норвегии.
2) Пазрецкий погост:

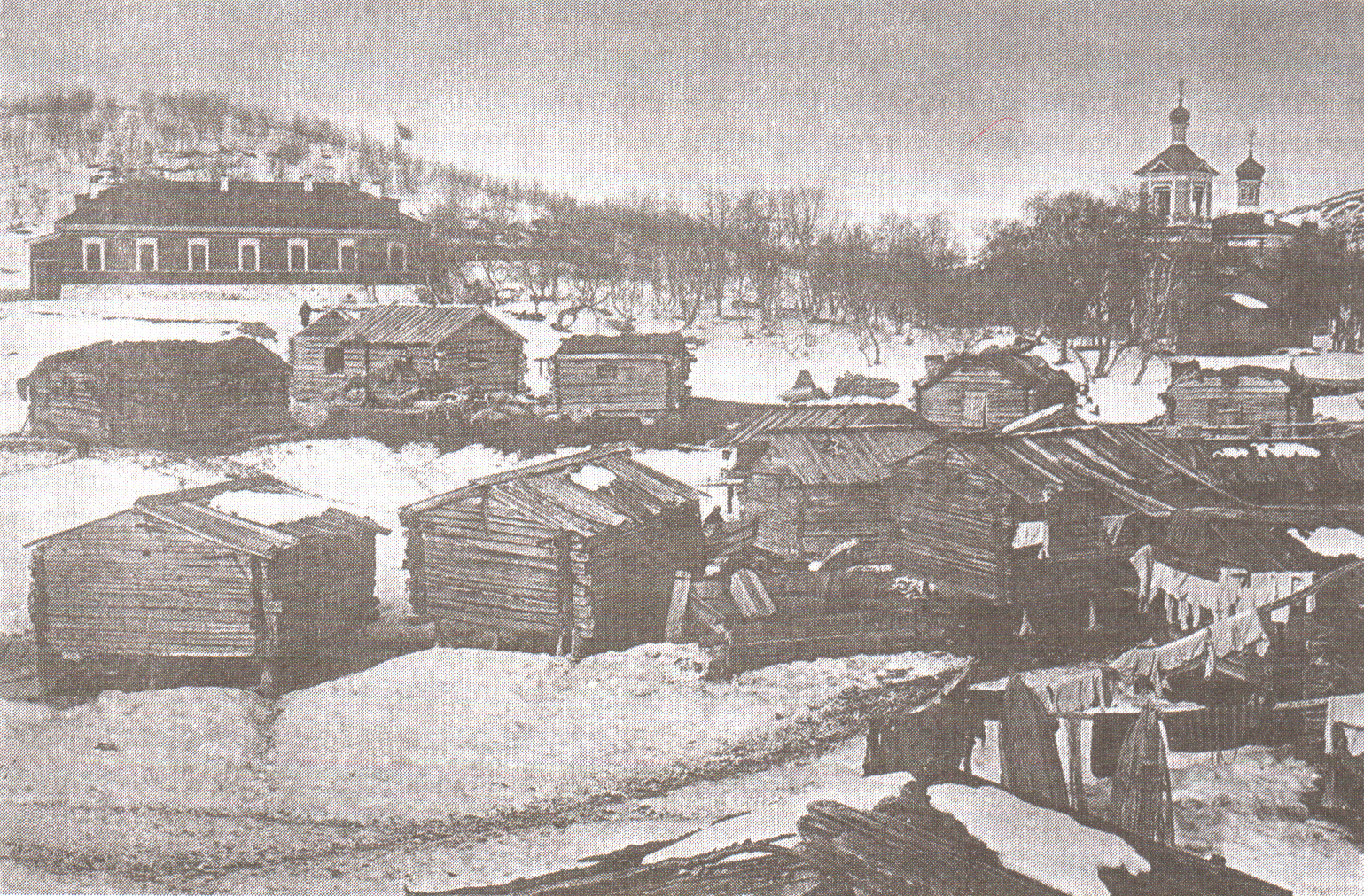
Пазрецкий погост. Фотография 1911 года

а) Пазрецкий зимний погост на берегу озера Куэтсъярви.
б) Пазрецкий летний погост — место летней стоянки лопарей-коллта. Располагался в нижнем течении р. Паз, на левом берегу, возле Борисоглебской церкви.
После установления границы между Россией и Норвегией в 1826 западная, бо́льшая, часть территории погоста отошла к Норвегии, а население погоста на норвежской стороне сгруппировалось вокруг Нейдена, хотя некоторое время лопари могли ещё свободно кочевать. С 1868 территория погоста на российской стороне в составе Кольско‑Лопарской волости.
3) Печенгский приграничный погост

## Раздел
В 1826 году Россия и Шведско-Норвежское королевство договорились установить четкую границу и провести официальную демаркацию. Русский посланник Валериан Галямин получил инструкции от министра иностранных дел Нессельроде уступить всем требованиям шведо-норвежцев по спорным территориям. В результате переговоров была заключена так называемая Санкт-Петербургская конвенция. По ней почти все спорные территории отошли к Шведско-Норвежскому королевству и граница была демаркирована по рекам Паз и Ворьема. На левом, норвежском берегу реки Паз был образован анклав площадью 1 км2 с церковью Бориса и Глеба, созданный ради сохранения православного храма в пределах российской территории.